# قباد طالباني
قباد طالباني (21 تموز 1977- ) سياسي عراقي كردي ولد في يوم 21 تموز 1977 في مدينة دمشق عاصمة سوريا، سياسي من حزب الإتحاد الوطني الكردستاني وهو ابن رئيس جمهورية العراق السابق جلال طالباني من زوجته هيرو إبراهيم أحمد، وهو حالياً نائب رئيس وزراء إقليم كردستان العراق وهو متزوج من سيدة الأعمال الأمريكية اليهودية شيري كراهام، وله شهادة في الهندسة الكهربائية من جامعة كينغستن في بريطانيا.

## النشأة
ولد نائب رئيس الوزراء طالباني عام 1977 وترعرع في ساري بالمملكة المتحدة مع أجداد أمه إبراهيم أحمد، روائي وشاعر ومؤسس الحركة الفكرية الكردية الحديثة وجلاوج أحمد (روائي أيضًا). انخرطت عائلته في السياسة الكردية منذ عقود. كان والده جلال طالباني رئيس جمهورية العراق من عام 2006 حتى 2014.
بعد تخرجه من المدرسة الثانوية، حصل على دبلوم في هندسة المركبات في كلية كارشالتون، وحصل لاحقًا على شهادة في الهندسة الميكانيكية من جامعة كينغستون في لندن.

## الحياة السياسية
من عام 2001 إلى 2003، عمل قباد كمساعد خاص ل إبراهيم صالح، في ذلك الوقت ممثل الاتحاد الوطني الكردستاني (أحد الأحزاب السياسية الكردية الرائدة في العراق) في واشنطن العاصمة، وبعد ذلك نائب ممثل الاتحاد الوطني الكردستاني. في عام 2003، عاد إلى كردستان لمدة عام واحد وعمل كمسؤول أول الاتحاد الوطني الكردستاني لقوات التحالف وسلطة التحالف المؤقتة. كما عمل كضابط اتصال بين الاتحاد الوطني الكردستاني والقوات العسكرية الأمريكية في العراق. كان مفاوضاً بارزاً في صياغة القانون الإداري الانتقالي (TAL)، أول دستور عراقي منذ الإطاحة ب صدام حسين.
في أبريل 2004، عاد قباد إلى الولايات المتحدة، وتم تعيينه كممثل للاتحاد الوطني الكردستاني وكردستان.
في عام 2006، مع توحيد الإدارتين في كردستان وبعد تشكيل التحالف الوطني الديمقراطي الكردستاني وإنشاء الجمعية الوطنية الكردية، تم تعيين قباد كأول ممثل لإقليم كردستان، وهو المنصب الذي شغله حتى عام 2012 في عام 2014 تم ترشيحه نائبًا لرئيس وزراء حكومة إقليم كردستان وشارك في تنفيذ نظام التسجيل البيومترية لموظفي الحكومة.
أدى القسم الأول في منصب نائب رئيس الوزراء في حكومة إقليم كردستان في يونيو 2014، حيث تولى منصبه. عدم تلقي أي تحويلات مالية من حكومة العراق (الحكومة العراقية)، إلى جانب الانخفاض السريع في أسعار النفط، كان إقليم كردستان في خضم أزمة مالية شديدة. علاوة على ذلك، كانت الدولة الإسلامية تشق طريقها في جميع أنحاء العراق، مطالبة بالأراضي وأثبتت نفسها كواحدة من أكثر المنظمات الإرهابية وحشية في التاريخ، مما أدى إلى أزمة إنسانية كبيرة أجبرت 1.8 مليون شخص على الفرار من الحرب والعنف واللجوء في إقليم كردستان. خلال هذه الفترة، أشرفت حكومة إقليم كردستان بنجاح على حزمة من الإصلاحات.
تضمن جزء كبير من خطة الإصلاح الاقتصادي لحكومة إقليم كردستان تحسين الرقابة على النفقات الحكومية. ولهذه الغاية، أشرف الطالباني بنجاح على تصميم وتنفيذ برنامج التسجيل البيومتري لحكومته.
خلال مجلس الوزراء السابع لحكومة إقليم كردستان، أنشأ الطالباني وترأس إدارة التنسيق والمتابعة لتسهيل التنسيق بين الوزارات. وجّه وكالة إقليم كردستان نيابة عن رئيس الوزراء لمدة عامين.
في الانتخابات البرلمانية لإقليم كردستان لعام 2018 تم انتخابه للبرلمان لكنه لم يتقلد منصبه.
يظهر قباد طالباني بشكل متكرر على شبكات التلفزيون الرئيسية وفي الصحافة حيث يناقش قضايا العراق وكردستان.

## الحياة الشخصية
نائب رئيس الوزراء طالباني هو نجل جلال طالباني وهيرو إبراهيم أحمد والأخ الأصغر للشخصية السياسية في الاتحاد الوطني الكردستاني بافل طالباني. يعيش في أربيل مع زوجته شيري كراهام التي تزوجها في إيل كاستيلو ديل بالاغيو في إيطاليا عام 2005 وطفليهما آري ولارا.